# Danaella mimonectes
Danaella mimonectes is een vlokreeftensoort uit de familie van de Thoriellidae. De wetenschappelijke naam van de soort is voor het eerst geldig gepubliceerd in 1925 door Stephensen.